# Charis Alexiou
Charis Alexiou, pseudonimo di Charikleia Roupaka (in greco Χάρις Αλεξίου, Χαρίκλεια Ρουπάκα?; Tebe, 27 dicembre 1950), è una cantautrice greca.

## Biografia
È considerata una delle più conosciute cantautrici greche di origine arvanitica degli anni settanta del XX secolo e non solo. Ha lavorato nel mondo del teatro in tutto il mondo e ha pubblicato oltre trenta album, oltre che aver collaborato con decine di artisti.
È in assoluto una delle interprete greche con più successo. È soprannominata Haroula.
Nel 2004 ha partecipato alla cerimonia di chiusura delle Olimpiadi di Atene e ha vinto un WMA.

## Discografia
Album
- 1975: 12 Laika Tragoudia
- 1976: Haris Alexiou 2
- 1976: Laikes Kyriakes
- 1977: 24 Tragoudia
- 1979: Ta Tragoudia Tis Haroulas
- 1980: Ksimeronei
- 1981: Ta Tragoudia Tis Htesinis Meras
- 1981: Ta Tragoudia Tis Yis Mou
- 1982: I Zoi Mou Kyklous Kanei
- 1983: Ta Tsilika
- 1984: Emfilios Erotas
- 1986: I Agapi Einai Zali
- 1986: A Paris
- 1987: I Haris Alexiou Se Aprovlepta Tragoudia
- 1988: I Nihta Thelei Erota
- 1990: Krataei Hronia Afti I Kolonia
- 1990: I Diki Mas Nihta
- 1991: I Alexiou Tragoudaei Hatzi
- 1992: Di'Efhon
- 1994: Ei
- 1995: Odos Nefelis '88
- 1996: Gyrizontas Ton Kosmo
- 1997: Ena Fili Tou Kosmou
- 1997: Gyrizontas Ton Kosmo Kai Ena Fili Tou Kosmou
- 1998: To Paihnidi Tis Agapis
- 2000: Parakseno Fos
- 2000: Psythyri
- 2002: Cine Kerameikos
- 2003: Os Tin Akri Tou Ouranou Sou
- 2004: Anthologio
- 2006: Vissino Kai Nerantzi
- 2006: Gyrizontas Ton Kosmo Kai Ena Fili Tou Kosmou (Special Edition)
- 2007: Alexiou - Malamas - Ioannidis(certificato disco di platino dalla IFPI).[2]
- 2007: Afieroma Sto Mano Loizo
- 2009: I Agapi Tha Se Vri Opou Kai Na'sai
- 2012: Live Pallas 2012
- 2014: Ta Oneira Ginontai Pali